# 七星景区
25°16′28″N 110°18′31″E / 25.27453218°N 110.30855946°E

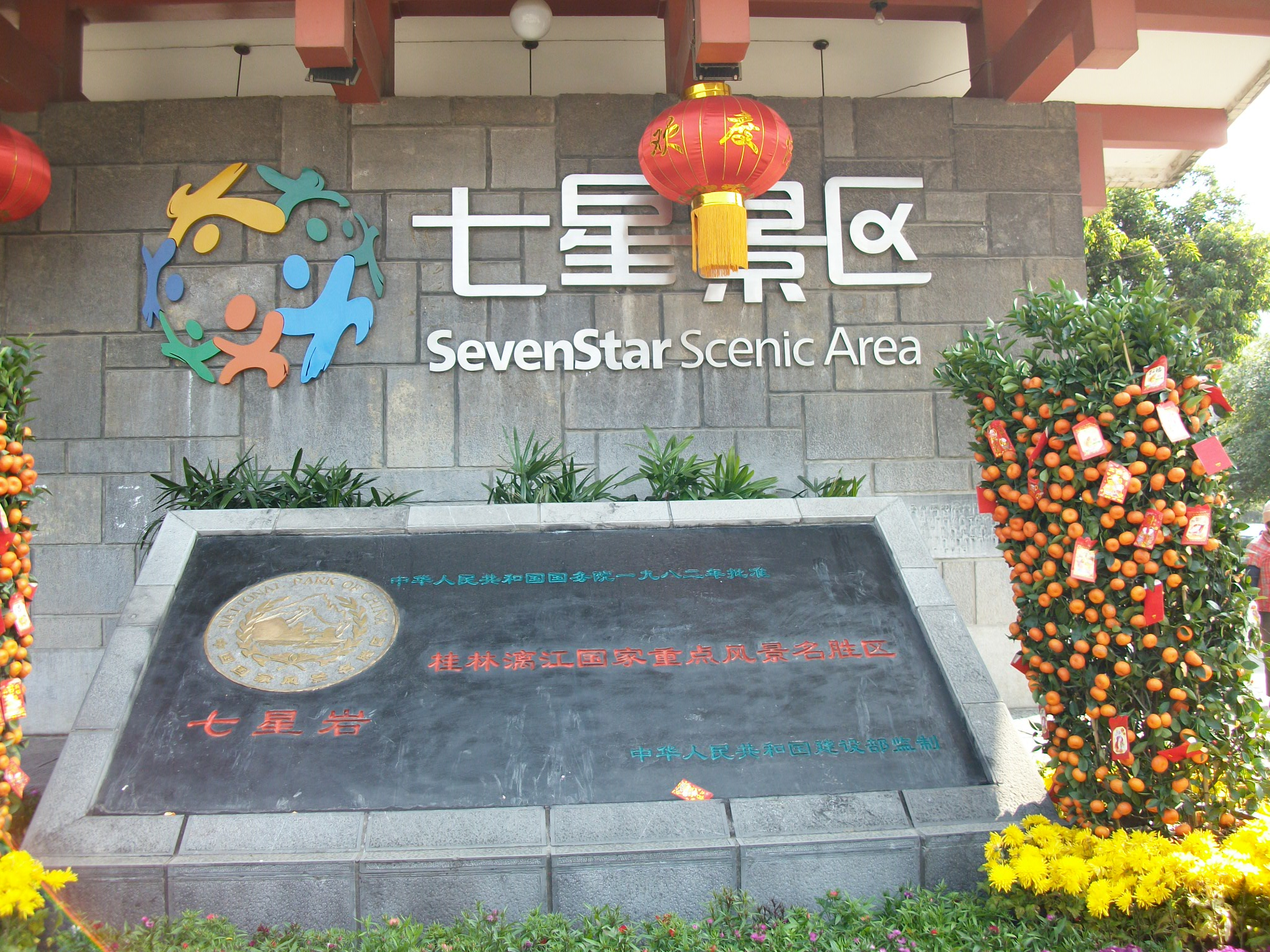
七星景区正门

七星景区原称作七星公园，位于廣西桂林市中心漓江东岸，占地137.4公顷。因七座山峰的分列恰如苍穹高悬的北斗七星而得名，公园内有秀美神奇的七星山与七星岩，汇聚了桂林的“休闲（山青、水秀、洞奇、石美）、浪漫、激情”。七星景区是桂林文化山水的坐标、世界旅游组织推荐景区、国家重点名胜风景区、中国首批4A级景区，现为桂林市最大的综合性公园。

## 景区

### 入口

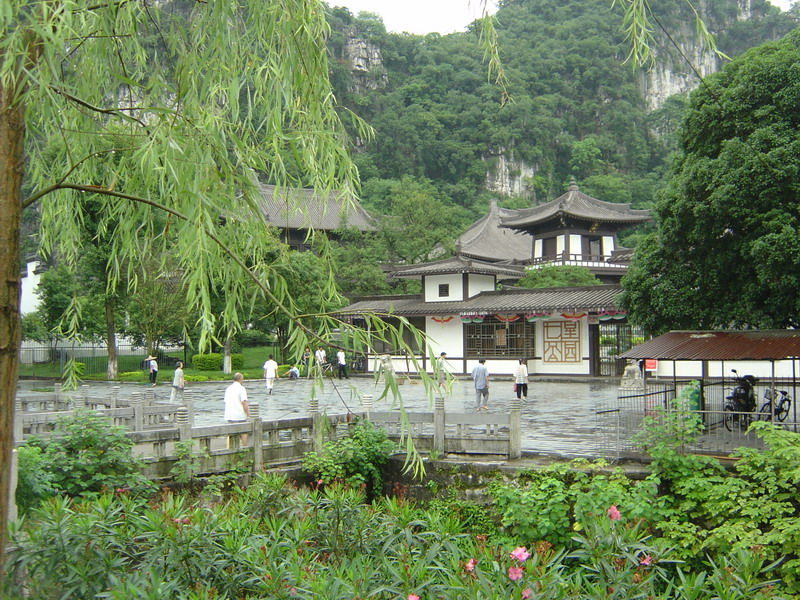
七星公园北门

七星公园入口有：正门（自由路），后门（七星路），北门（栖霞路），桂海碑林大门（龙隐路）

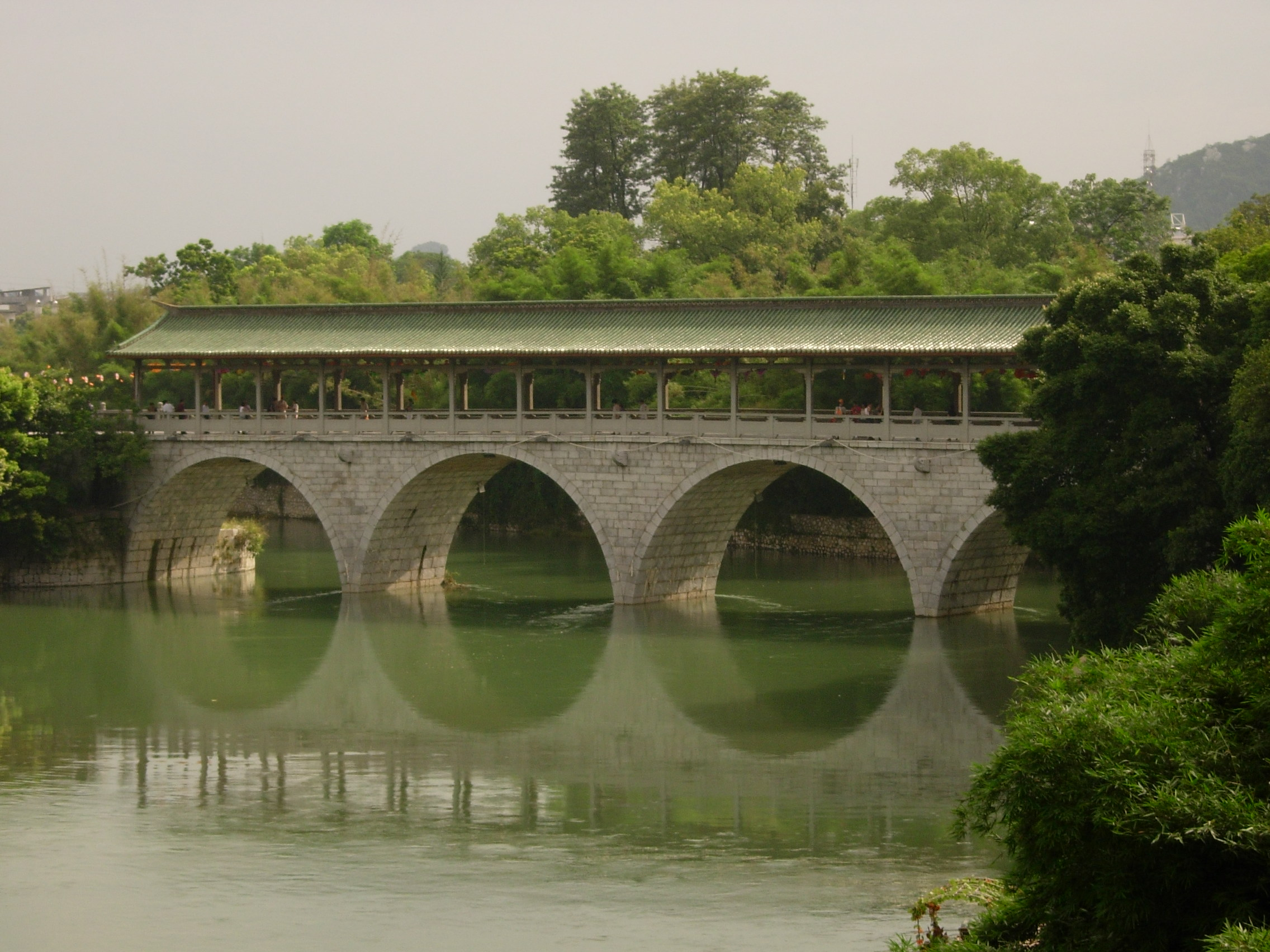
花桥

### 山峰
普陀峰、月牙峰、輔星峰、駱駝山等。

### 岩洞
七星岩、龍隱岩、月牙岩、元風岩、普陀岩、四仙岩、曾公岩。

### 建筑
花橋、月牙樓、襟江閣、文昌亭、碧虛閣、玄武閣、摘星亭、伴月亭、普陀精舍等。

## 市民的公园

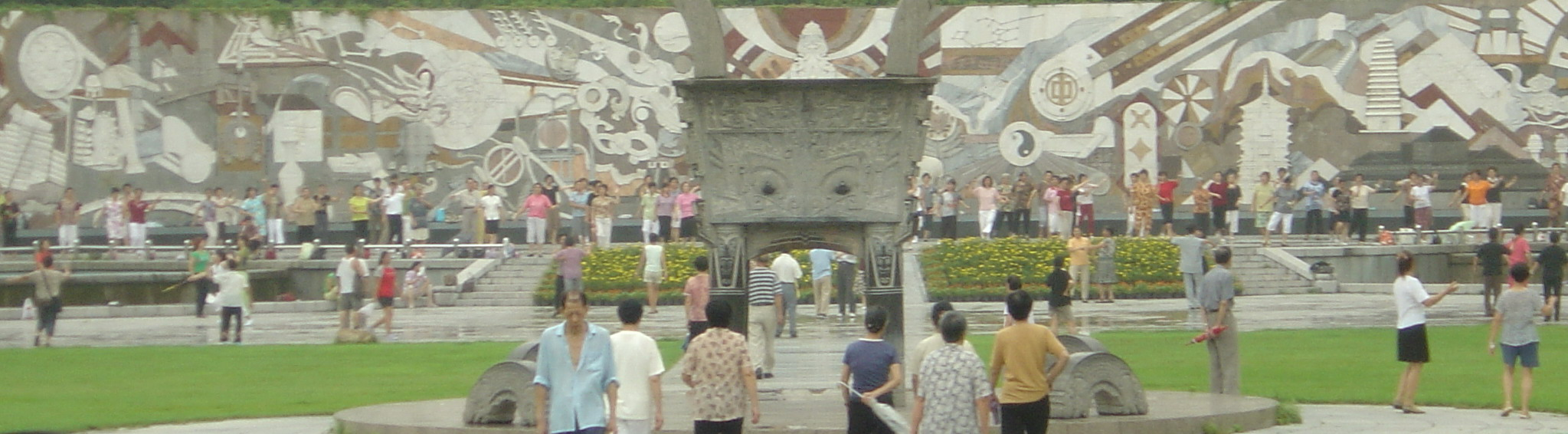
市民在公园里锻炼

以前，早上五点至七点，晚上八点至十点，公园对市民是免费开放的。现在，市民只要出示证件即可免费入内，但不包括一些收费景点。
早上常有许多市民在公园内锻炼身体，大多以社团的方式，比如：太极拳团体，扇子舞团体，老年合唱团，二胡拉奏团等。周围的院校有许多学生在公园内跑步锻炼。晚上市民在公园内散步，多数是和家人一起，聚集在公园里的广场上，一派祥和。

## 名人足迹

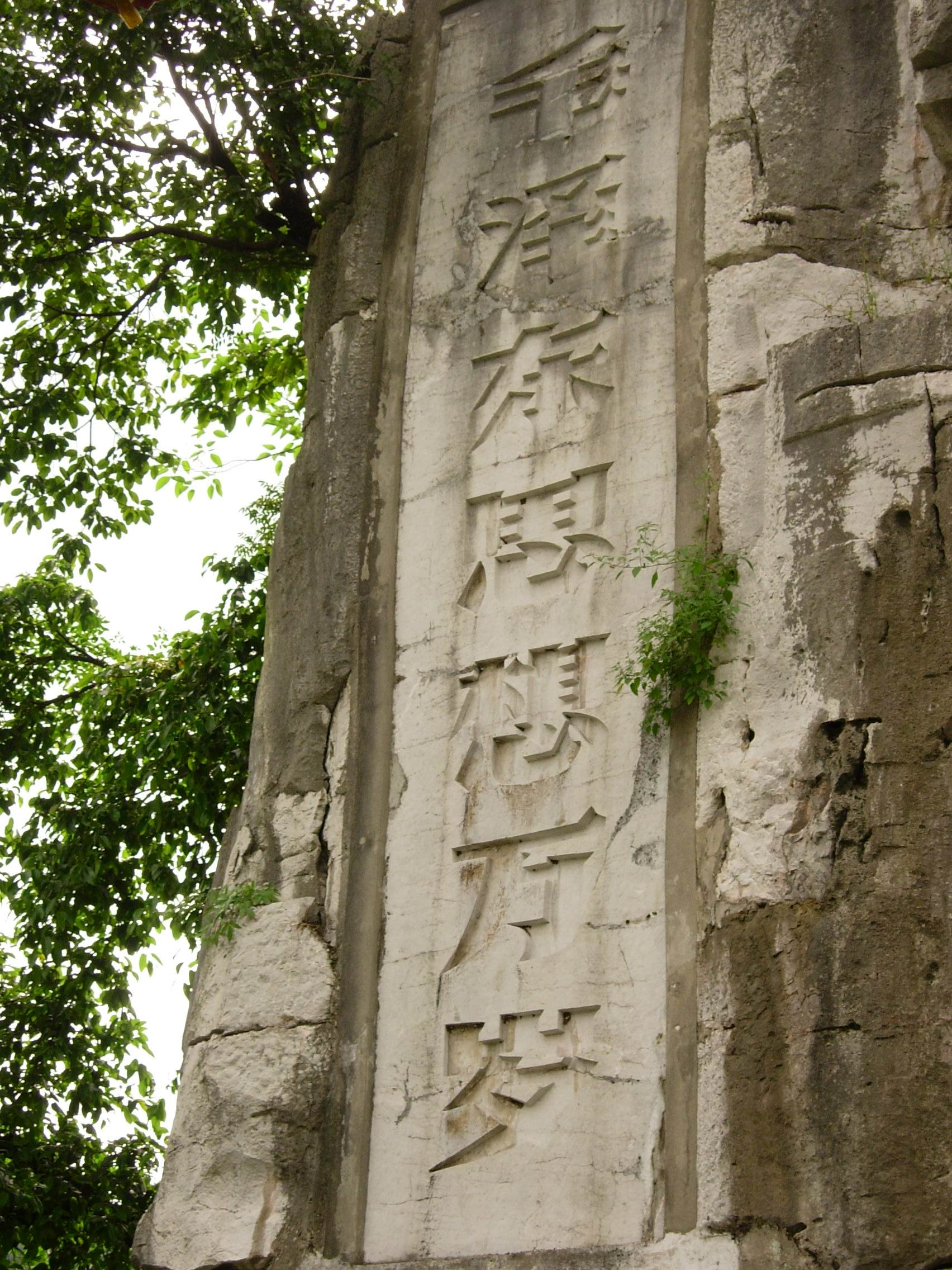
七星公园内石刻：毛泽东思想万岁。

七星公园不仅有秀美的景色，而且还蕴藏着深厚的历史人文景观。据公园的资料，在一千多年前（隋唐），来这里游览的人就已经络绎不绝。

### 孙中山
1920年代，孙中山曾在桂林居住过，据当地人叙述，一次孙中山准备去七星公园游览，由于是晚上当时又没有路灯，当地的学生和市民便自发组织举着火把为大总统照明，警卫怕出意外，请示孙中山将这些人撤离，孙中山立即拒绝并说：“群众都是自愿的，我很感动！” 这个故事在当地流传，并成为佳话。

### 邓小平
1973年10月，邓小平当时任国务院副总理，陪同加拿大总理特鲁多夫妇在桂林游览，来到了七星公园。
1986年邓小平第六次南巡带着家人再次来到桂林，这次他盛赞七星岩：“到桂林不进七星岩，等于没到桂林。”

### 克林顿

七星公园内的骆驼峰

1998年7月，美国总统比尔·克林顿携太太和女儿来到公园。在公园内的骆驼峰脚下进行了环保演讲，桂林市政府挑选了一批人作为听众，有市委领导、环卫工人和知名人士。

## 公园荣誉
七星公园景区是国家重点风景名胜区和国家首批评定的顶级AAAA景区，通过了ISO14001国际环境管理体系和ISO9001国际质量管理体系认证。